# 中埜半左衛門

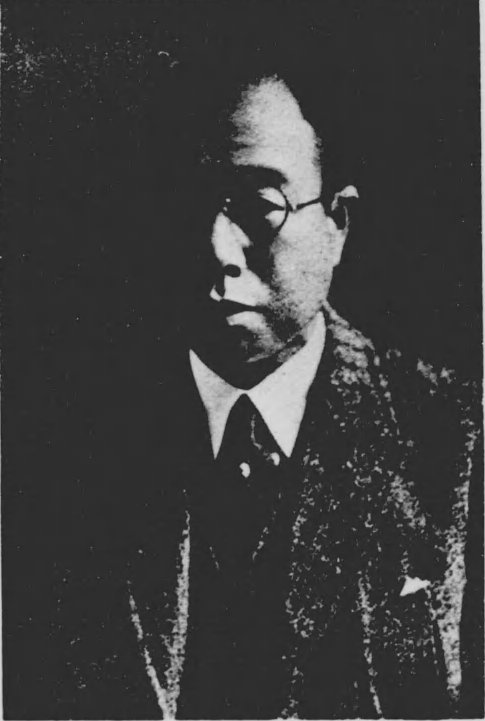
中埜 半左衛門

中埜 半左衛門（なかの はんざえもん、1888年（明治21年）2月28日 - 1957年（昭和32年）10月3日）は、日本の政治家。衆議院議員（1期）。初代半田市長。「中埜半左衛門」は代々の当主が襲名しており、本記事の対象となる半左衛門は10代で出生名は俊三である。

## 経歴
愛知県出身。生家は半田地方で代々庄屋を営む家系であった。ミツカンの創業家である中埜又左衛門家は半左衛門家の分家筋に当たる。
1912年早稲田大学政治経済学科卒。半田町議、同町長を経て、1937年半田市の市制施行により、初代市長に就任する。1942年の第21回衆議院議員総選挙（いわゆる「翼賛選挙」）で翼賛政治体制協議会の推薦を受けて当選する。この間、中埜商店監査役、半田運送社長、半田商工会議所副会長、名古屋金城商業学校校主などを歴任する。
戦後、推薦議員のため、公職追放となった。
追放中の1950年、実家に伝わる古文書類を国文学研究資料館に寄贈した。
追放解除後の1957年死去。